# Ontology Grounded Metalanguage
OGML (ang. Ontology Grounded Metalanguage, Metajęzyk zagnieżdżony w ontologii) – metajęzyk podobny do MOF (ang. Meta-Object Facility). MOF to standard dla inżynierii modelowej, którego celem jest zapewnienie zestawu interfejsów za pomocą których można manipulować i tworzyć interfejsy CORBA (ang. Common Object Request Broker Architecture, Powszednia architektura obsługi żądań pośrednika). Celem powstania OGML było zajęcie się trudnościami MOF: architekturą modelowania liniowego, niejednoznacznymi konstrukcjami i niezrozumiałą/niejasną architekturą.
OGML zapewnia zagnieżdżoną architekturę modelowania z trzema stałymi warstwami (modelu, języka i metajęzyka). Konstrukcja ta obrazuje w jaki sposób różne modele są ze sobą zgodne i jak mogą być obsługiwane. Konstrukcje w OGML dobierane są zgodnie z wytycznymi ontologii, co pozwala jasno rozróżnić właściwości/obiekty od klasy/obiekty od siebie. Wybór ten jest źródłem pewnych anomalii w definicji np. relacji.
Ponadto, OGML zawiera wyraźne pojęcie tworzenia instancji: elementy modelu kodują jego typ, a języki definiują semantykę tworzenia instancji. Te dodatkowe informacje są potrzebne w architekturze modelowania względnego, aby dało się rozróżnić widoki strukturalne i koncepcyjne modeli, na przykład: możemy chcieć oglądać model UML (Unified Modeling Language) jako instancję języka obiektowego i instancję modelu klasy (Clabject). Zapewniając ten podwójny widok na warstwie metamodelu i warstwie językowej, OGML zapewnia bardzo precyzyjną architekturę modelowania i ekspresyjny sposób radzenia sobie z modelami.